# 24410 Juliewalker
24410 Juliewalker (tên chỉ định: 2000 AZ236) là một tiểu hành tinh vành đai chính. Nó được phát hiện bởi dự án Nghiên cứu tiểu hành tinh gần Trái Đất Lincoln ở Socorro, New Mexico, ngày 5 tháng 1 năm 2000. Nó được đặt theo tên Julie Emily Walker, an American high school student whose electrical và mechanical engineering project won second place ở the 2008 Giải thưởng Khoa học và Kỹ thuật Intel.